# Obrona Hanaczowa
Obrona Hanaczowa – walki obronne polskiej samoobrony opartej na strukturze Armii Krajowej w Hanaczowie, w 1944, z oddziałami UPA, wspartymi dezerterami z 14. Dywizji Grenadierów SS i Ukraińskiej Policji Pomocniczej, zakończone odparciem ataków. Dzięki działaniom samoobrony zdołano ewakuować większość mieszkańców wsi, lecz zabudowa Hanaczowa została doszczętnie zniszczona podczas pacyfikacji przeprowadzonej 2 maja 1944 r. przez oddziały niemieckie. Wskutek ataków ukraińskich oraz niemieckiej pacyfikacji zostało zamordowanych bądź poległo ponad 200 mieszkańców Hanaczowa i jego obrońców. 

## Przygotowania do obrony
Leżący w powiecie przemyślańskim Hanaczów liczył na początku 1944 r. około 3 tys. mieszkańców, w tym sporą liczbę uchodźców z sąsiednich wsi i z Wołynia oraz kilkudziesięciu Żydów ukrywanych przez hanaczowian. Pierwsze przygotowania do odparcia napadu UPA nastąpiły w końcu 1943 r. w związku z wieściami o mordach na Polakach na Wołyniu. Sytuację w rejonie Hanaczowa zaogniły wydarzenia z października 1943 r.
UPA w ramach akcji likwidowania liderów lokalnych społeczności, poprzedzającej czystkę etniczną w Małopolsce Wschodniej, dokonała egzekucji przedwojennego nauczyciela i oficera AK Stanisława Weissa, żonatego z Ukrainką. Podczas pracy w lesie podeszło do niego trzech Ukraińców, odczytało mu wyrok „w imieniu samostijnej Ukrainy” i zabiło strzałem w tył głowy. Zabity został okradziony z dokumentów, pieniędzy i zegarka. Ten mord wzburzył okoliczną ludność i spowodował, że hanaczowska samoobrona wydała Kripo trzech uzbrojonych Ukraińców, przechodzących przez wieś niedługo po tym wydarzeniu. Te wydarzenia, mimo prób łagodzenia napiętych stosunków obu społeczności, na trwale zantagonizowały Polaków i Ukraińców w okolicy Hanaczowa.
Przyczyny i sekwencja zdarzeń związanych z zabójstwem Stanisława Weissa zostały w dokumentach OUN przedstawione odmienne. Rzekomo miał on być agentem Kripo a wyrok na niego miał być zemstą za wydanie Niemcom trzech Ukraińców, którym broń miała być podrzucona przez hanaczowian.
Pod koniec 1943 r. do wsi przybył oficer operacyjny Okręgu Lwów AK ps. Andrzej i wraz z komendantem rejonu AK Hanaczów wachm. Kazimierzem Wojtowiczem „Głogiem” opracował plan obrony. Zakładał on utworzenie w centrum wsi tzw. trójkąta obronnego, do którego w razie napadu miała się schronić ludność cywilna i który miał być broniony na linii okopów i schronów. Mieszkańcy wsi nie zgodzili się na to, nie chcąc pozostawiać swoich domów na pastwę losu.
Drugą sprawą, która zaważyła o podjęciu przez UPA decyzji o ataku, była pomoc, jakiej AK z Hanaczowa udzieliła sowieckim partyzantom z rozbitego oddziału płk. Dmitrija Miedwediewa. Grupa Rosjan i Żydów (uciekinierów z getta) schroniła się w kryjówce AK w pobliżu Hanaczowa i tam stoczyła potyczkę ze ścigającymi ich policjantami ukraińskimi i niemieckimi. Udało im się uciec i dołączyli do oddziału AK w Hanaczowie.

## Pierwsza obrona
2 lutego 1944 r. około godz. 21 wieś została zaatakowana z kilku stron przez duże siły ukraińskie (według różnych meldunków od 300 do 1000 osób), w tym około 20 policjantów ukraińskich. Część napastników była w mundurach niemieckich. Wśród napastników była doborowa sotnia UPA "Siromanci" Dmytra Karpenki ps. Jastrub, sotnia "Orły" oraz zmobilizowani chłopi ukraińscy ("siekiernicy"). Atakujący ominęli znajdujące się na skraju wsi przysiółki i uderzyli na centrum wsi. Udało im się jednak opanować tylko pierwsze domy. Mieszkańcy wraz z samoobroną stawili rozpaczliwy opór. Walczyły nawet kobiety – jedna z nich, Magdalena Nieckarzowa, w obronie własnej zabiła siekierą jednego z Ukraińców, by po chwili zginąć od kul. Schwytani Polacy byli mordowani bez względu na wiek i płeć, a domy palone. Kluczowym miejscem obrony była plebania, naprędce przekształcona w bastion. Tu obroną dowodził brat zakonny Damian (Franciszek Bratkowski). Na odsiecz wsi pospieszył żydowski oddział partyzancki Abrama Bauma oraz akowcy z Przemyślan pod dowództwem Tadeusza Nowego „Granata”. Około północy upowcy wycofali się, ale ostrzał wsi ustał dopiero nad ranem.
Oddział „Siromanci” zameldował brak strat własnych w ataku na Hanaczów. W raporcie podano też liczby 180 zabitych i około 200 rannych Polaków. Zdaniem Damiana Markowskiego dowódca ukraiński przeszacował wysokość strat polskich.
Zdaniem Jerzego Węgierskiego w wyniku tego napadu zginęło od 58 do 85 Polaków, w tym 20 kobiet i 13 dzieci. Spalonych było 70 gospodarstw. Węgierski ocenił straty przeciwnika na około 30 zabitych i rannych. Grzegorz Motyka pisał o 63 zabitych Polakach, z tego nie mniej niż 33 stanowiły kobiety i dzieci. Około 100 osób było rannych. Ustalenia Damiana Markowskiego mówią o około 90 zamordowanych Polakach, w tym 62 kobietach i dzieciach. Zginęło też 15 Żydów i kilkunastu żołnierzy AK. Zaledwie kilkanaście ofiar zginęło od broni palnej. Ciała wielu zamordowanych były okaleczone (obcięte dłonie, piersi u kobiet, kilku mężczyznom odcięto głowę). Na polu walki obrońcy znaleźli ciała co najmniej czterech napastników; byli to najpewniej zabici "siekiernicy".
Ofiary tego mordu pochowano dopiero 6 lutego w zbiorowej mogile na obrzeżach cmentarza z udziałem trzech księży rzymskokatolickich. Na pogrzeb nie przybył żaden ksiądz greckokatolicki. Wykopany dół na zwłoki okazał się za mały i za płytki i konieczne było usypanie kurhanu. 

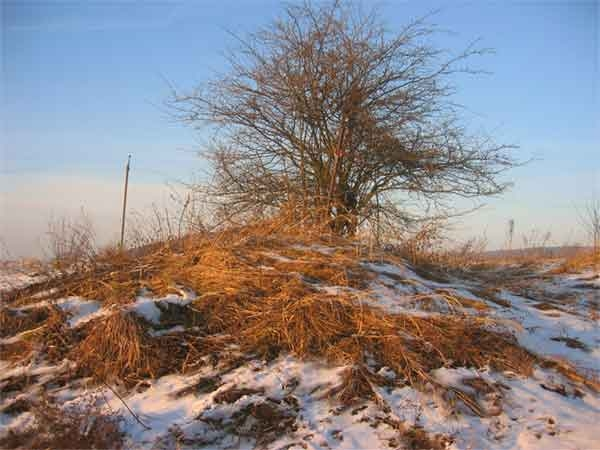
Kurhan na cmentarzu w obecnej Hanaczówce, w którym pochowano zabitych i zamordowanych w ataku UPA z 2 lutego 1944

Atak ten wykazał, że wieś nie była należycie przygotowana do obrony. 
Po napadzie okoliczna ludność polska udzieliła hanaczowianom wydatnej pomocy materialnej i moralnej. Do wsi przybyły również dostawy broni, a ponadto ze Lwowa przybyli ochotnicy do obrony. Przybył także komendant Inspektoratu Lwów mjr Sawicki i na spotkaniu z samoobroną opracowano nowy plan obrony. Przystąpiono do budowy zamaskowanych bunkrów ze schronami dla ludności, wzmocniono drzwi do kościoła, wyznaczono placówki obsadzane przez plutony, zorganizowano sieć patroli. 10 lutego dowództwo oddziału dyspozycyjnego AK w Hanaczowie objął por. Jastrzębski ps. „Strzała”. Wiosną 1944 roku Hanaczów dysponował około 150 ludźmi uzbrojonymi w broń palną, wliczając w to pluton żydowski i kilkunastu sowieckich partyzantów. Do obrony byli przygotowani także mężczyźni z bronią białą.

## Druga obrona
Od początku kwietnia 1944 r. do samoobrony hanaczowskiej dochodziły informacje o zbierających się w sąsiednich wsiach Ukraińcach. 8 kwietnia w Wielką Sobotę wywiadowcy donieśli o kilkusetosobowym zgrupowaniu UPA, które szykowało się do ataku na wieś. Zwołano naradę Sztabu Obrony, w skład której weszli: kpt. Józef Bosek „Julian”, wachm. Kazimierz Wojtowicz „Głóg”, por. Paweł Jastrzębski „Strzała”, Antoni Wojtowicz „Darling”, por. Jan Dyl „Marian”, plut. Józef Chruściel „Ryś”, Alojzy Wojtowicz „Jurand”, major Pristupa „Fiodor” – dowódca grupy partyzantów radzieckich. Po omówieniu szczegółów obrony wszyscy rozeszli się na stanowiska. Czuwano do rana aż do rezurekcji, atak jednak nie nastąpił.
Następnego dnia – 9 kwietnia – otrzymano wiadomość o planowanym zrzucie broni pod Świrzem przez alianckie samoloty. Po burzliwej dyskusji zadecydowano o wyjściu ze wsi na zrzut 22-osobowego oddziału pod dowództwem por. „Strzały”, który w razie ataku miał powrócić i zaatakować banderowców od tyłu. Dowodzenie oddziałami przejął Kazimierz Wojtowicz, gdyż kpt. Józef Bosek był chory. Wywiad AK donosił, że przed południem w okolicznych wsiach: w Stanimirzu, Siedliskach i w Podjarkowie odbyły się odprawy UPA, a dowódca ukraińskiego zgrupowania zapowiedział, że z Hanaczowa pozostaną zgliszcza i ani jednej żywej duszy. Mimo to atak nadal nie następował. 
Według Jerzego Węgierskiego a także m.in. Antoniego Wojtowicza, UPA zaatakowała Hanaczów dopiero około północy, zaś walki zakończyły się nad ranem 10 kwietnia. Późną nocą zwiad zauważył zbliżające się oddziały UPA (wśród których byli dezerterzy z Ukraińskiej Policji Pomocniczej i SS-Galizien), liczące według późniejszych szacunków od 800 do 1500 osób. Inaczej chronologię ataku na wieś opisuje Damian Markowski, według którego szturm upowców rozpoczął się wczesnym popołudniem 9 kwietnia a zakończył około godziny 21.
UPA zaangażowała do ataku sotnie "Siromanci" i "Rubaczi" oraz czotę z sotni "Bujni". Zdaniem Damiana Markowskiego siły banderowskie rzucone na Hanaczów przekraczały 350 ludzi uzbrojonych m.in. w kilkanaście karabinów maszynowych. Całością ataku dowodził osobiście Dmytro Karpenko.
Po ostrzale wsi z ckm-ów i pocisków zapalających, od których zapłonęła wieś, banderowcy ruszyli do ataku z kilku stron. Główny atak prowadzony był od strony wschodniej. Polacy pozwolili na bliskie podejście przeciwnika, po czym otworzyli zmasowany ogień z rkm-ów. Jak pisał Węgierski, ta taktyka spowodowała duże straty w szeregach UPA (według ocen AK zginął upowski dowódca) i załamanie się pierwszego ataku. Upowcy ponowili atak, tym razem doprowadzając do oblężenia kościoła i plebanii, gdzie schroniła się ludność cywilna. Kontratakując, grupa akowców z „Głogiem” na czele, przedarła się przez płonące domy i ostrzałem z boku zaskoczyła atakujących i zmusiła ich do wycofania się. "Głóg" został ranny w rękę.
Według Węgierskiego 10 kwietnia nad ranem do akcji wszedł powracający z niedoszłego zrzutu oddział „Strzały”, oskrzydlając przeciwnika. Około 5 rano banderowcy, wykorzystując słabą widoczność (całe pole walki było zasnute dymem z dopalających się zagród), próbowali wedrzeć się do wsi tym razem od zachodu, ale obrońcy udaremnili również i ten atak. Część oddziałów ukraińskich rozpoczęła wycofywanie się zabierając rannych i zabitych. Niespodziewanie o 7.30 oddziały UPA po raz kolejny zaatakowały od południowego zachodu, ale kontratak polskiej samoobrony i plutonu żydowskiego zaskoczył upowców i spowodował zamieszanie, a potem ucieczkę. O godzinie 9 walka wygasała, oddziały UPA pospiesznie zabierały rannych i zabitych, a tym, których nie udało się zabrać, odcinano głowy, aby uniemożliwić identyfikację. Pod koniec dnia upowcy próbowali jeszcze raz zaskoczyć obronę, jednak nadal czuwający obrońcy powstrzymali Ukraińców.
Straty Polaków w wyniku tego napadu wyniosły według Jerzego Węgierskiego i Grzegorza Motyki 66 poległych i zamordowanych. W samym Hanaczowie doliczono się 26 zabitych i zamordowanych Polaków, w tym 5 obrońców. Spośród cywilów zginęli głównie ci, którzy nie zdążyli uciec do trójkąta obronnego. Tragiczny los spotkał rodzinę Michała Nieckarza, który ciężko ranny udał zabitego i dzięki temu ocalał, ale stracił żonę i pięcioro dzieci w wieku od 1 do 7 lat, zamordowanych bagnetami. Pozostałe ofiary padły w pobliskich przysiółkach Zagóra i Podkamienna, które nie spodziewały się ataku, przypuszczając, że i tym razem napastnicy zostawią je w spokoju. Damian Markowski ustalił, że UPA podczas drugiego ataku na Hanaczów zabiła 42 osoby, w tym 8 członków samoobrony (Polaków i Żydów). Ponadto 12 obrońców zostało ciężko rannych. Liczbę zabitych po stronie UPA strona akowska szacowała na od 30 do 70 osób, a wraz z ciężko rannymi około 120. Markowski ocenia, że AK wyraźnie przeszacowała wysokość strat zadanych przeciwnikowi, bowiem UPA raportowała stratę zaledwie jednego zabitego w walce i jednego rannego. Według niego Ukraińcy stracili co najmniej 16 zabitych i kilkudziesięciu rannych.

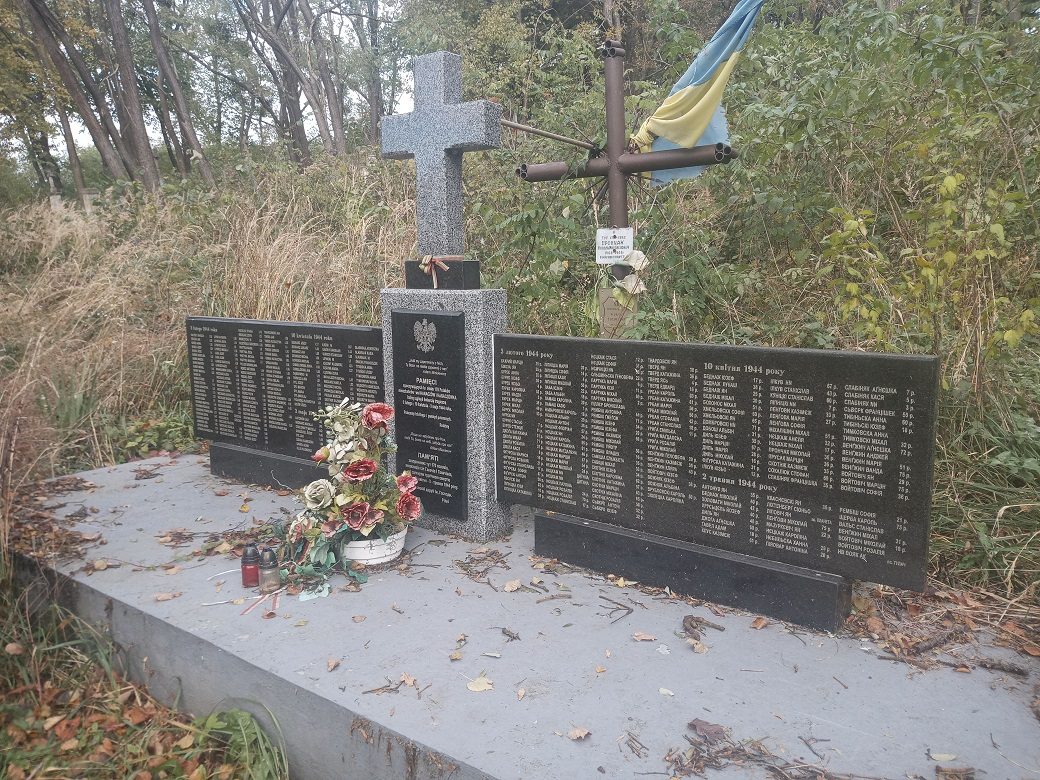
Pomnik na zbiorowej mogile zabitych i zamordowanych w drugim ataku UPA na Hanaczów

Po napadzie pomordowanych pochowano 12 kwietnia w kolejnej zbiorowej mogile na cmentarzu. Tym razem chowano same zwłoki bez trumien i bez ceremonii pogrzebowej. 
Broń ukryto. Po czterech dniach do wsi przybył oddział niemiecki. Zdaniem Węgierskiego dowodziło to, że Niemcy musieli być uprzedzeni o ataku, gdyż zwykle w przypadku łuny pożarów i odgłosu strzałów zjawiali się od razu. Po dochodzeniu Niemcy udali się do Przemyślan. Za odwagę wykazaną w walce wachm. „Głóg” i kapral „Puchacz” zostali odznaczeni Krzyżami Walecznych. W lipcu 1944 r. wachmistrz „Głóg” został wskazany do mianowania na podporucznika czasu wojny.

## Opuszczenie wsi
Po napadzie wieś była w opłakanym stanie, większość domów była spalona, mieszkańcy nie mogli się pomieścić w istniejących budynkach. W tych okolicznościach zapadła decyzja o ewakuacji. Pierwsza próba nie powiodła się – w ukraińskiej wsi Sołowa kolumna uchodźców została ostrzelana. Trzy dni później, tym razem na trasie do Przemyślan, również zaatakowano ludność próbującą się ewakuować. Zginęło 9-12 osób w tym sołtys Hanaczowa Marcin Dyl.
Dopiero 17 kwietnia po przybyciu odsieczy z Biłki Królewskiej i Biłki Szlacheckiej zdołano zorganizować większy konwój. Uczestniczyło w nim pięciu niemieckich żołnierzy, którym w zamian za pomoc obiecano prowiant. We wsi Hermanów upowcy zorganizowali zasadzkę, udając procesję na cmentarzu. Dzięki pomocy pobliskich oddziałów partyzanckich przeciwnicy zostali odparci, tracąc 7 zabitych i 11 rannych. Po stronie polskiej było 3 rannych. Konwój nie niepokojony więcej dotarł do Biłek i Czyszek, gdzie zakwaterowano uchodźców. Jeden ze schwytanych w potyczce w Hermanowie upowców zdradził miejsce pobytu dowództwa UPA przybyłego z Wołynia. Udała się tam grupa akowców z Biłek, która aresztowała przywódców. Zostali oni w Biłkach skazani przez sąd polowy na śmierć.

## Pacyfikacja wsi
Po ewakuacji we wsi pozostał oddział AK (60 ludzi) oraz ci, którzy nie mogli bądź nie chcieli opuścić Hanaczowa. W sumie pozostało około 150-200 osób. Dowódcą został kpt. Jan Antonów „Janek” w miejsce chorego por. „Strzały”. W obwodzie Przemyślany AK, Okręgu Lwów AK pomimo ataków UPA na polską ludność, nie ograniczano się do samoobrony, ale przeprowadzano akcje dywersyjne przeciwko Niemcom. W jednej z nich wykolejono pociąg z czołgami, bronią i amunicją, a konwój ostrzelano. Udało się zniszczyć 4 czołgi, a ruch kolejowy został wstrzymany na kilka godzin. Węgierski nie wyklucza, że fakt ten został wykorzystany przez Ukraińców, którzy donieśli Niemcom, że w Hanaczowie znajduje się dywersyjny oddział rosyjski i Żydzi.
2 maja 1944 r. wieś została otoczona przez przeciwpartyzancką grupę bojową opartą na pododdziałach 9. i 10. Dywizji Pancernej SS, złożoną z dwóch kompanii SS, żandarmerii i Gestapo z 3 czołgami, działami szturmowymi i granatnikami. Niemcy rozpoczęli ostrzał umocnionych budynków – kościoła i klasztoru. Polskie oddziały rozdzieliły się i próbowały wydostać się z okrążenia. Udało się to jedynie największej grupie kpt. „Janka”, która przedostała się do lasu, tracąc jednak swojego dowódcę. W lesie doszło jeszcze do potyczki z upowcami. Pozostałe grupy zdziesiątkowane, wycofały się do wsi i ukryły w zamaskowanych bunkrach.
Niemcy po zajęciu miejscowości, rozjuszeni faktem, że nie mogą znaleźć partyzantów, zaczęli niszczyć Hanaczów czołgami, wysadzali i podpalali budynki. Ludność cywilna, która nie skryła się, została zebrana pod kościołem. Niemcy dokonali egzekucji Żydów i części Polaków, resztę osób zabrali ze sobą do Lwowa. W sumie straty polskie wyniosły 16 zabitych żołnierzy i 30 zamordowanych cywilów.
Po odejściu wroga z ukrycia wyszli partyzanci i około 60 cywilnych Polaków i Żydów. Wkrótce też do wsi zaczęły zbliżać się grupy Ukraińców, ale naprędce zorganizowana obrona pod dowództwem Antoniego Wojtowicza „Darlinga” odstraszyła ich ogniem karabinowym. Hanaczów przestał istnieć. Wieś opuścili ostatni obrońcy, w tym o. Wiktor, który zabrał ze sobą Najświętszy Sakrament z kościoła.

## Żydzi a obrona Hanaczowa
Od 1942 r. z inicjatywy Kazimierza Wojtowicza mieszkańcy Hanaczowa udzielali we wsi schronienia kilkudziesięciu Żydom oraz pomagali kilkuset ukrywającym się w okolicznych lasach.
Żydzi tworzyli własny oddział partyzancki pod dowództwem Abrama Bauma („Bunia”), który brał udział w walkach obronnych Hanaczowa. Służył w nim m.in. Leopold Kleinmann (Kozłowski) – „Poldek”, późniejszy kompozytor. Po zniszczeniu wsi w maju 1944 r. oddział żydowski jako pluton włączono w skład 1. kompanii 40. pułku AK.
W 1993 roku za ratowanie Żydów Kazimierz Wojtowicz wraz z braćmi – Alojzym (pośmiertnie) i Antonim  zostali odznaczeni medalami Sprawiedliwy wśród Narodów Świata.

## Upamiętnienie

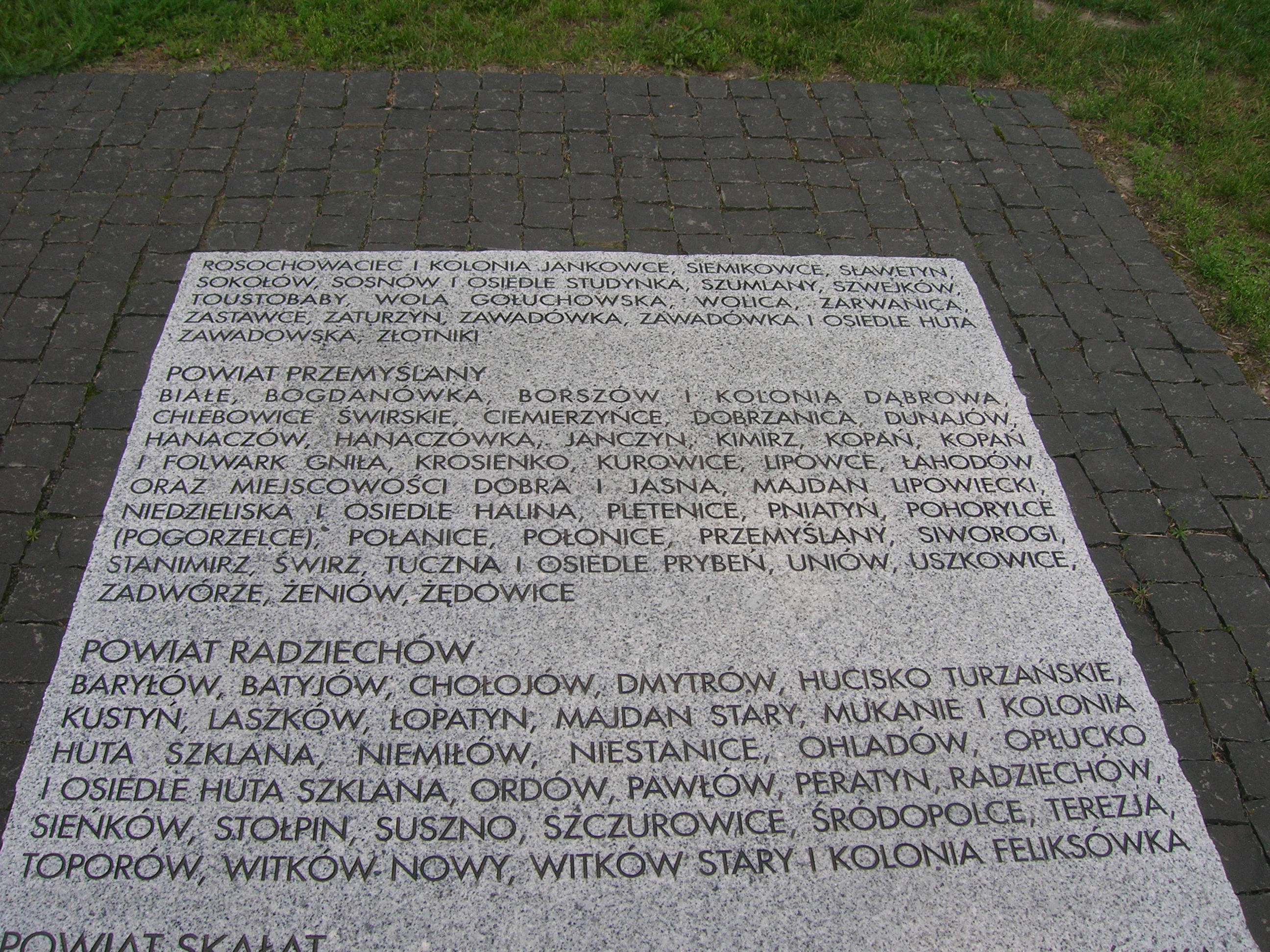
Tablica Pomnika ofiar zbrodni dokonanej na obywatelach polskich przez OUN-UPA w Warszawie wymieniająca Hanaczów

Pomordowanych z Hanaczowa, Hanaczówki i Stanimierza oraz członków samoobrony Hanaczowa upamiętnia tablica pamiątkowa w kościele w Radzimowie.
W październiku 2015 roku wolontariusze akcji „Mogiłę pradziada ocal od zapomnienia”, Fundacja Studia Wschód oraz potomkowie mieszkańców Hanaczowa doprowadzili do odsłonięcia pomnika na miejscu pochówku ofiar.
10 listopada 2017 r. na Grobie Nieznanego Żołnierza w Warszawie zostały odsłonięte dwie tablice pamiątkowe poświęcone obrońcom polskich miejscowości na Wołyniu, Małopolsce Wschodniej i Lubelszczyźnie przed UPA i OUN. Na jednej z nich został wymieniony Hanaczów wraz z dopiskiem XI 1943 – V 1944.

## Literatura upamiętniająca Obronę Hanaczowa
W 1999 roku została wydana książka "Kronika Małej Ojczyzny w Lwowskim Okręgu AK-NIE-WiN" napisana przez Alojzego Wojtowicza i Antoniego Wojtowicza, która opisuje obie obrony jak i historię całej miejscowości wraz z jej tradycjami.
W 2002 roku została wydana książka "Ocalić od zapomnienia: Kronika I brygady Kadrowej V Dywizji Lwowskiej 1945-1956" napisana przez Bogdana Biegalskiego, Antoniego Wojtowicza i Leokadię Wojtowicz, która opisuje obie obrony.